# アイヌ語仮名
アイヌ語仮名（アイヌごかな）とは、アイヌ語を表記するために使用される仮名である。アイヌ語片仮名（アイヌごかたかな）とも呼ばれる。
2000年（平成12年）に制定されたJIS X 0213によりコードが定義され、情報端末などでも一般に使用可能となった。macOSに標準で付属することえりやiPhoneのキーボードなどではアイヌ語入力モードが存在し、アイヌ語仮名標準入力が可能である。

## 歴史

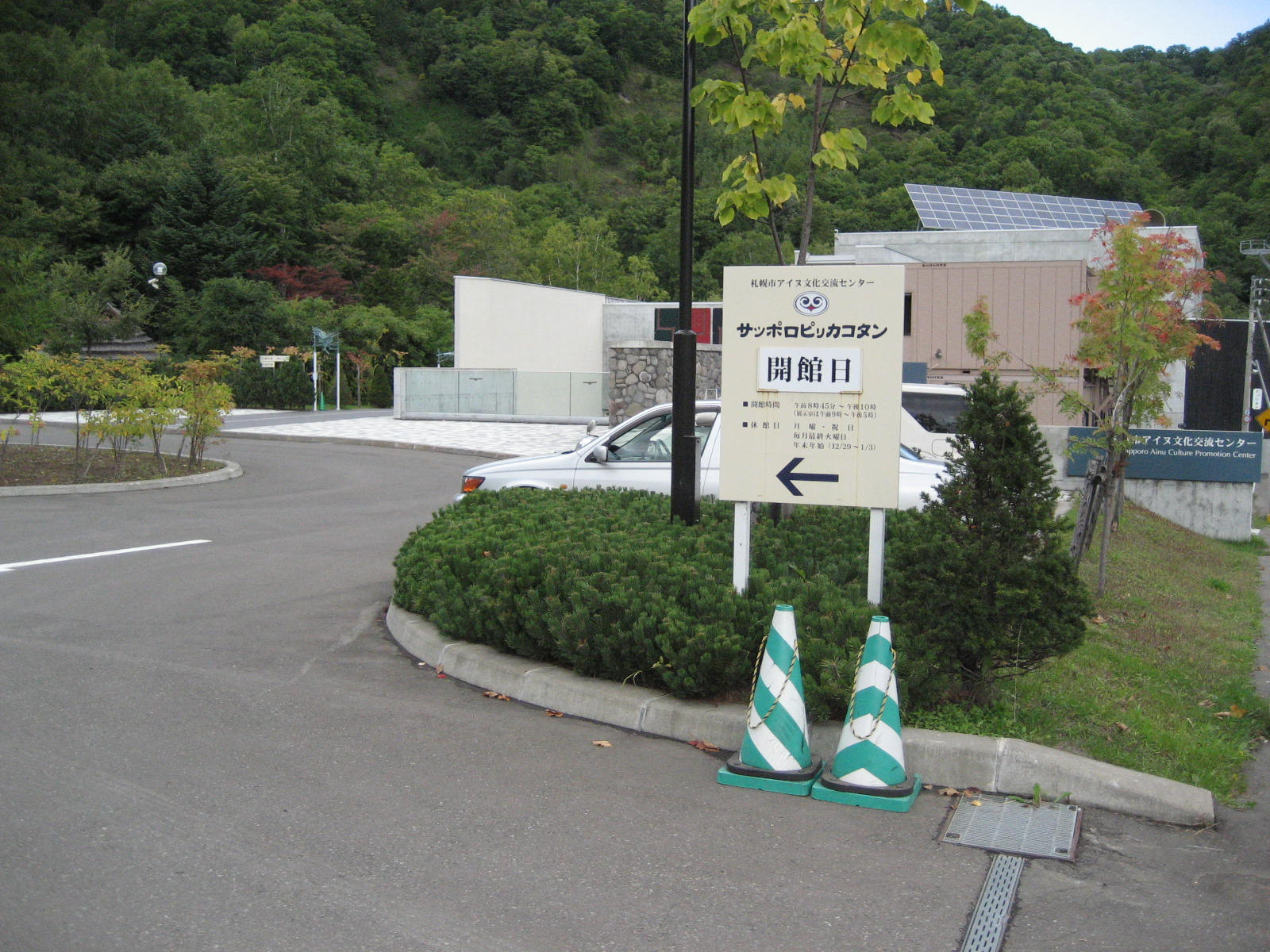
札幌市のアイヌ文化交流センター。サッポロピㇼカコタンというアイヌ語が片仮名で併記されている。（「札幌の美しい村」という意味であり、日本語の片仮名に元来は存在しない「小書き片仮名の "リ"」が用いられている。）

アイヌは和人などの多民族と交易があったが、文字を使用する文化は伝播しなかった。
江戸時代になると、現在の北海道や樺太および千島列島は和人から蝦夷地と呼ばれ、松前藩の調査によって地図が作成された。1604年（慶長9年）に作成された松前島図によりアイヌ語の地名の記載が行われた。1700年（元禄13年）に作成された松前島郷帳では、主に平仮名によってアイヌ語の地名が記載された。このような形で、当初は主に、平仮名によりアイヌ語が表記された。
これらに対し、アイヌ語に対し正確な表記を行うことが試みられた。日本語(アイヌ語: Sisam itak)に用いられる仮名文字はアイヌ語の閉音節を表記できない。それを解決するため、小書きの片仮名を用いて閉音節を表記することが行われた。またト゚（tu）などの日本語には存在しない発音を表記する文字が追加され、アイヌ語仮名が成立した。
現代ではアイヌ語の表記に使用される小書き片仮名及び大書き片仮名をあわせてアイヌ語仮名と呼ばれるようになった。なお、同様の表記は台湾語で使用される台湾語仮名でも行われていた。

## 特徴
片仮名及び半濁点を持つ片仮名、小書き片仮名、小書きで半濁点を持つ片仮名によって構成される。

## 文字の一覧
| 仮名 | 仮名 | 仮名 | 仮名 | 仮名 | 小書き | 小書き | 小書き | 小書き | 小書き |
| ---- | ---- | ---- | ---- | ---- | ------ | ------ | ------ | ------ | ------ |
| ア   | イ   | ウ   | エ   | オ   | ァ     | ィ     | ゥ     | ェ     | ォ     |
| カ   | キ   | ク   | ケ   | コ   |        |        | ㇰ     |        |        |
| サ   | シ   | ス   | セ   | ソ   |        | ㇱ     | ㇲ     |        |        |
| サ゚   |      |      | セ゚   |      |        |        |        |        |        |
| タ   | チ   | ツ   | テ   | ト   |        |        | ッ     |        | ㇳ     |
|      |      | ツ゚   |      | ト゚   |        |        |        |        |        |
| ナ   | ニ   | ヌ   | ネ   | ノ   |        |        | ㇴ     |        |        |
| ハ   | ヒ   | フ   | ヘ   | ホ   | ㇵ     | ㇶ     | ㇷ     | ㇸ     | ㇹ     |
| パ   | ピ   | プ   | ペ   | ポ   |        |        | ㇷ゚     |        |        |
| マ   | ミ   | ム   | メ   | モ   |        |        | ㇺ     |        |        |
| ヤ   |      | ユ   |      | ヨ   |        |        |        |        |        |
| ラ   | リ   | ル   | レ   | ロ   | ㇻ     | ㇼ     | ㇽ     | ㇾ     | ㇿ     |
| ワ   | ヰ   |      | ヱ   | ヲ   |        |        |        |        |        |

- ン
- ー